# Do the Best
Do the best là album tổng hợp đầu tiên của Do As Infinity được phát hành vào năm 2002. Album này là album duy nhất của ban nhạc tiêu thụ được triệu bản tính cho đến thời điểm này, đồng thời cũng là album trụ hạng lâu nhất trên bảng xếp hạng của band. Phiên bản CD phát hành năm 2002 đã bán được 832.000 bản, Do the Best tái bản với DVD bán được thêm 12000 bản.

## Danh sách trong album

### CD
1. "Summer Days" (Những ngày hè)
2. "Tōku Made" (遠くまで Tooku Made?, Xa xôi)
3. "Hi no Ataru Sakamichi" (陽のあたる坂道? Ngọn đồi ngập nắng)
4. "Desire" (Khát khao)
5. "Heart" (Trái tim)
6. "Enrai" (遠雷 Sấm sét?)
7. "Week!" (Tuần lễ!)
8. "New World" (Thế giới mới)
9. "Yesterday & Today" (Hôm qua & hôm nay)
10. "Oasis" (Ốc đảo)
11. "135"
12. "Fukai Mori" (深い森? Rừng sâu)
13. "Nice & Easy" (Thú vị & Dễ dàng)
14. "Boukensha Tachi" (冒険者たち Những cuộc phiêu lưu?) (Phiên bản Great Tour Band)
15. "Tangerine Dream" (Giấc mơ màu vỏ quýt) (Phiên bản Great Tour Band)
16. "Welcome!" (Chào mừng!) (Phiên bản Great Tour Band)
17. "We Are." (Chúng ta là.) (Phiên bản Great Tour Band)

### DVD
1. "Summer Days" — Diễn tại Zepp Tokyo
2. "Tōku Made" (遠くまで Rời xa?) — clip
3. "Hi No Ataru Sakamichi" (陽のあたる坂道 Ngọn đồi ngập nắng?)
4. "Desire" (Khát khao) — clip
5. "Heart" (Trái tim) — Clip
6. "Enrai" (遠雷?) — Diễn tại Shibuya Kokaido
7. "Week!" (Tuần lễ) — Clip
8. "New World" (Thế giới mới) — Diễn tại Shibuya
9. "Yesterday & Today" (Hôm qua & hôm nay) — clip
10. "Oasis" (Ốc đảo) — Clip
11. "135" — Diễn tại Shibuya Kokaido
12. "Fukai Mori" (深い森 Rừng sâu?) — Clip
13. "Nice & Easy" (Thú vị & Dễ dàng) — Diễn tại Zepp Tokyo

## Thứ hạng
| Xếp hạng (2002)  | Thứ hạng | Thời gian trụ hạng |
| ---------------- | -------- | ------------------ |
| Oricon Nhật Bản1 | 1        | 30 tuần            |
| Xếp hạng (2004)  | Thứ hạng | Thời gian trụ hạng |
| Oricon Nhật Bản² | 32       | 3 tuần             |

1CD nguyên bản

²Do The Best+DVD